# Canela (Chile)
Canela é uma comuna da província de Choapa, localizada na Região de Coquimbo, Chile. Possui uma área de 2.196,6 km² e uma população de 9.379 habitantes (2002).